# Girafkvinde
En girafkvinde er en kvinde, der har taget ringe på halsen, som gør halsen længere.
Ifølge en udbredt myte så er girafkvinder i Afrika bundet til deres halsringe. At girafkvinder er kvinder, som gradvist får påsat halsringe, så halsen bliver længere og længere, så den til sidst bliver så lang, at den ikke kan bære sig selv.
I virkeligheden er det bare ryghvirvlerne, der bliver en del af halsen, ved at 'pynten' tynger skuldrene og ribbene nedad, hvorved halsen ser længere ud. Dette kan gøres med andet end ringe. Skulderne er kun forbundet til skelettet med nøglebenet, så ved et langvarigt pres så kan de blive lavere. Halsen er løs inde i ringene og skal støtte en ekstra vægt. Det er ubehageligt at undvære ringene, da hjerne opfatter dem, som en del af kroppen, der mangler, men ubehaget forsvinder af sig selv.
Denne skik er kendt i flere områder i både Afrika og Asien. De starter med at påsætte "pynten" når pigerne er ca. 7 år gamle. Der bliver påsat en ring pr. år.

## Asien
- Girafkvinder i (Burma og Thailand). Den største gruppe. Messingspiraler. En halsspiral og ofte brystspiral, med en lille spiral på tværs som en støtte.
- Bonda stammen fra Orissa i Indien. Sølvringe.

## Afrika
- Ndenele folket i Sydafrika. Messing ringe, skikken er næsten uddød.
- Mumuilas eller Muhilla eller Mumuhuila; Mwila; Mumhuílas fra Angola. Perlekæder samlet og stivet med ler.
- Nyangatom folket i Etiopien. Perler.
- Turkana folket i Kenya og Etiopien. Perler.